# Enonkoski

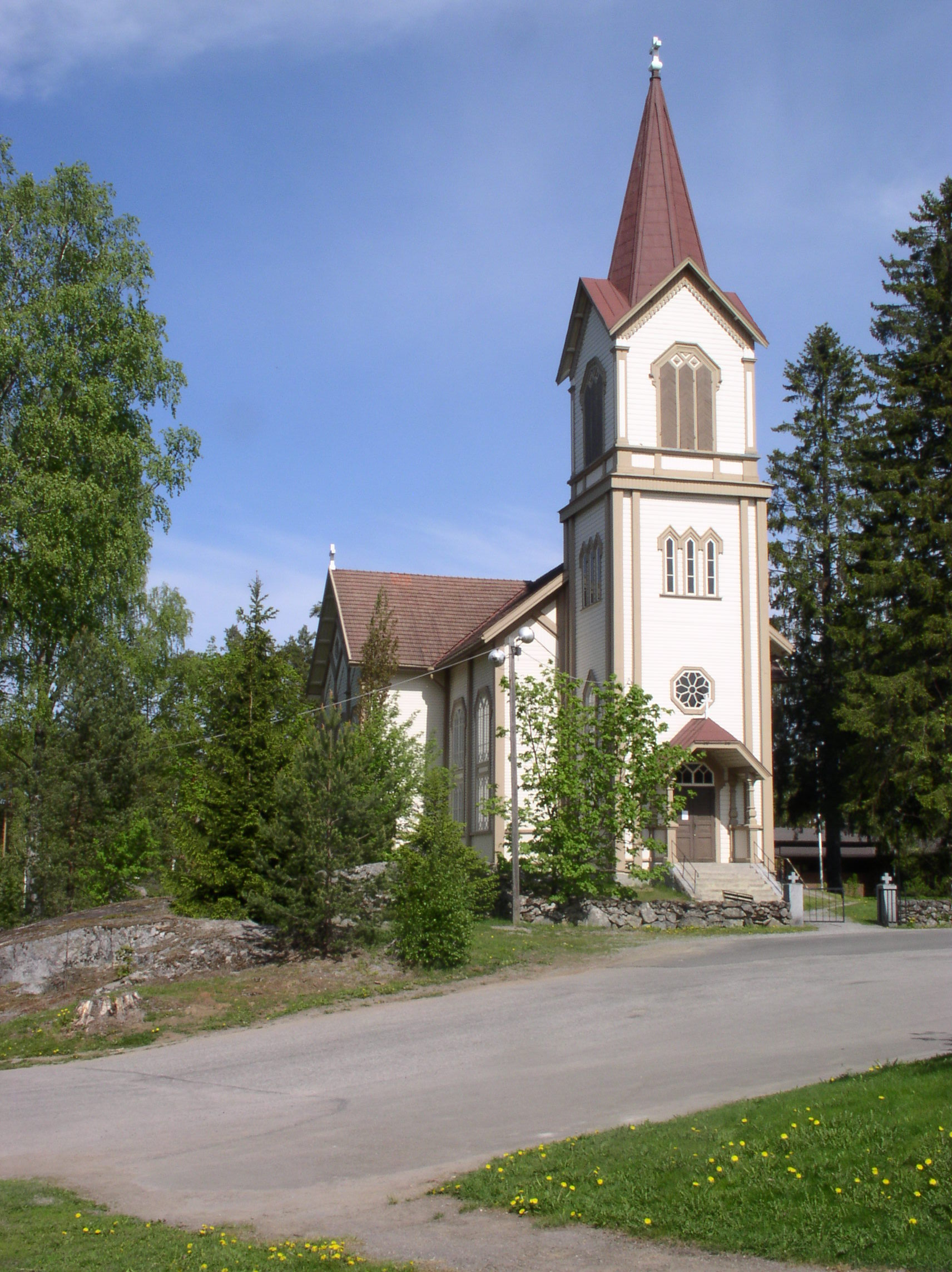
Kerk

Enonkoski is een gemeente in de Finse provincie Oost-Finland en in de Finse regio Zuid-Savo. De gemeente heeft een landoppervlakte van 305,55 km² en telt 1.341 inwoners (2022).